# Сан-Хавьер (департамент, Мисьонес)
Департамент Сан-Хавьер  (исп. Departamento de San Javier) — департамент в Аргентине в составе провинции Мисьонес.
Территория — 536 км². Население — 20906 человек. Плотность населения — 39,00 чел./км².
Административный центр — Сан-Хавьер.

## География
Департамент расположен на юге провинции Мисьонес.
Департамент граничит:
- на северо-востоке — с департаментом Обера
- на юге — с Бразилией
- на западе — с департаментом Консепсьон
- на северо-западе — c департаментом Леандро-Н.Алем

## Административное деление
Департамент включает 4 муниципалитета:
- Сан-Хавьер
- Флорентино-Амегино
- Итакаруаре
- Мохон-Гранде

## Важнейшие населенные пункты[3]
| № | Населённый пункт   | Населённый пункт (исп.) | Категория | Население чел. (2010) | На карте                        |
| - | ------------------ | ----------------------- | --------- | --------------------- | ------------------------------- |
| 1 | Сан-Хавьер         | San Javier              | город     | 9058                  | 27°52′23″ ю. ш. 55°08′06″ з. д. |
| 2 | Итакаруаре         | Itacaruaré              | поселок   | 1108                  | 27°52′15″ ю. ш. 55°15′43″ з. д. |
| 3 | Мохон-Гранде       | Mojón Grande            | поселок   | 630                   | 27°42′44″ ю. ш. 55°09′24″ з. д. |
| 4 | Флорентино-Амегино | Florentino Ameghino     | поселок   | 110                   | 27°38′03″ ю. ш. 55°05′01″ з. д. |